# NPa Gravataí (P-51)

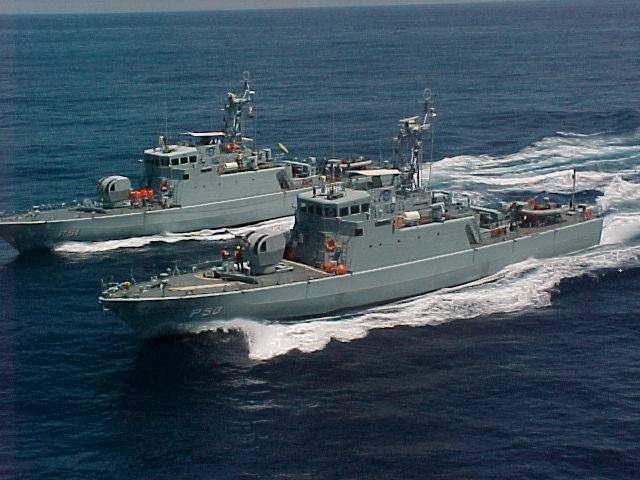
O NPa Guaratuba (P-50) em formação com o NPa Gravataí (P-51).

O NPa Gravataí (P-51) é uma embarcação da Marinha do Brasil, da Classe Grajaú, que exerce a função de navio-patrulha.

## Origem do nome
É a segunda embarcação da Armada a ostentar o nome "Gravataí", em homenagem ao rio de mesmo nome localizado no estado do Rio Grande do Sul. A primeira embarcação foi a Canhoneira Gravataí (1838-1845), navios de madeira de propulsão a vela.

## História
O navio-patrulha foi construído pelo estaleiro Peene-werft GmBH, indústria naval alemã localizada em Wolgast. O batimento de quilha aconteceu em 18 de dezembro de 1998, sendo o barco  lançado ao mar em 26 de agosto de 1999. A incorporação a Marinha do Brasil foi realizada em 17 de fevereiro de 2000.
O navio está está subordinado ao Comando do Grupamento de Patrulha Naval do Leste do 2º Distrito Naval, na cidade de Salvador.
A último grande reparo do navio aconteceu no segundo semestre de 2021, quando o navio patrulha esteve em doca-seca pelo período de 44 dias.

## Características
- Deslocamento :197 ton (padrão), 217 ton (carregado)
- Dimensões (metros): comprimento 46,5 m; largura 7,5m; calado 2,3m
- Velocidade (nós): 26 (máxima)
- Propulsão: 2 motores diesel MTU 16V 396 TB94 de 2 740 bhp cada
- Combustível: 23 toneladas de capacidade
- Autonomia : 4 000 Km a 12 nós; 10 dias em operação contínua
- Sistema Elétrico: 3 geradores diesel no total de 300 Kw.
- Armamento:
  - 1 canhão Bofors L/70 40mm com 12 km de alcance
  - 2 canhões Oerlikon/BMARC 20mm com 2 km de alcance, em dois reparos simples
- Tripulação: 29 homens
- Equipamentos:
  - 1 lancha tipo (RHIB), para 10 homens;
  - 1 bote inflável para 6 homens;
  - 1 guindaste para 620 kg.